# Vesela udovica (opereta)
Vesela udovica (nem. Die lustige Witwe) je opereta za koju je muziku napisali austrougarski kompozitora  Franca Lehara, a libreto, Viktor Léon i Leo Stein. Priču o bogatoj udovici čiji novac njeni zemljaci nastoje zadržati u zemlji pronalazeći joj bogatog muža, prema jednoj verziji zasnovana je na komediji L'attaché d'ambassade francuskog pisca Henrija Meilhaca iz 1861. godine. Međutim prema navodima Svetozara Rapajić u studiji „Crnogorska vesela udovica”, navodi se da je opereta najverovatnije inspirisana avanturama crnogorskih prinčeva u Parizu, koji su se, pretpostavlja se, više zanimali za noćni život u kabareu „Maksim”, nego za svoje obrazovanje ili za državne poslove.

## Suprotstavljeni stavovi
U početku se država u čijem se poslanstvu deđava radnja opereta zvala se Montenegro, ali je  posle prve reprize (decembra 1905. godine u Beču) došlo do demonstracija italijanskih i crnogorskih studenata, pa su kompozitor i uprava opere pod pritiskom demonstranata od treće predstave  poslanstvo državice Montenegro promenili u poslanstvo zemlje Pontevedro. Imena svih likova operete ostala su, međutim, ista.

## Sadržaj priče
Radnja operete odvija se u pariskoj ambasadi države čiji je glavni grad Letinja, grof Danilo je sekretar poslanstva i on je glavni junak operete, poslanik se zove baron Mirko Zeta... U opereti je državica prezadužena, a jedini izlaz iz ove situacije je da se neko od diplomata oženi bogatom miraždžikom, veselom udovicom Hanom Glavari. Grof Danilo je jednom, u otadžbini, hteo oženiti tada još siromašnu Hanu, ali to je sprečila njegova porodica. Iako joj je još uvijek sklon, on to krije kako Hana ne bi pomislila da ga sada privlači njen novac, pa odbija baronov zahtev za venčanje sa Hanom. U opereti će se, nakon raznih peripetija, na kraju Dalino i Hana uzeti i domovini omogućiti da se spasi novčanih problema.

## Premijerna izvođenja
Opereta Vesela udovica, premijerno je po  prvi put izvedena u Beču 1905. godine i tom prilikom doživela veliki uspeh. Od te godine često se izvodi u mnogim operama i na pozorišnim scenama širom sveta. U Hrvatskoj, dok je još bila pod Austrougarskom opereta je prvi put izvedana, samo dve godine posle Bečke premijera; 20. februara 1907. godine, u Hrvatskom narodnom kazalištu
Srbija
Premijerno izvođenje u Srbiji opereta je imala u:
- Srpsko narodno pozorište u Novom Sadu — 27. novembar 1966. godine.[2][3]
- Opera i teatar Madlenijanum u Zemunu — 13. februar  2020. godine.

## Popularne arije iz operete
Neke od najpoznatijih kompozicija iz operete, koje su postale jako popularna i često se izvode širom sveta su:
- Viljina pjesma,
- Pronaći ćete me u Maximu,
- Valcer Vesele udovice.

## Spoljašnje veze
Mediji vezani za članak The Merry Widow na Vikimedijinoj ostavi

- Оперета „Весела удовица“ гостује у НПРС Архивирано на веб-сајту  (21. фебруар 2020) — Народно позориште Републике Српске